# Luke Campbell (pugile)
Luke Campbell (Kingston upon Hull, 27 settembre 1987) è un ex pugile e politico inglese, della categoria dei pesi gallo e dei pesi leggeri vincitore della medaglia d'oro alle olimpiadi di Londra 2012.

## Biografia
Luke Campbell è nato a Kingston upon Hull (Yorkshire e Humber) da una famiglia di origini irlandesi, il nonno è stato infatti un campione di pugilato irlandese.
Ha iniziato a praticare pugilato a partire dall'età di 12 anni, per poi allenarsi nella squadra locale St. Paul's Amateur Boxing Club, allenato da Mick Bromby.

## Carriera
Luke Campbell ha partecipato ad una edizione dei giochi olimpici (Londra 2012) e a due dei campionati del mondo (Milano 2009 e Baku 2011) ed europei (Liverpool 2008 e Ankara 2011). Vanta inoltre una partecipazione ai campionati dell'Unione europea (Odense 2009).

### Principali incontri disputati
Statistiche aggiornate al 28 agosto 2012.
| Evento        | Edizione       | Categoria      | Trentaduesimi                       | Sedicesimi                             | Ottavi                                     | Quarti                                | Semifinale                          | Finale                               | Pos. | Note  |
| ------------- | -------------- | -------------- | ----------------------------------- | -------------------------------------- | ------------------------------------------ | ------------------------------------- | ----------------------------------- | ------------------------------------ | ---- | ----- |
| Europei       | Liverpool 2008 | Gallo (-54 kg) | N.D.                                | Nikola Magovac ( Serbia) V 7-1         | Veaceslav Gojan ( Moldavia) V 7-4          | Eduard Abzalimov ( Russia) V 3-2      | Denis Makarov ( Germania) V 4-1     | Detelin Dalakliev ( Bulgaria) V +5-5 |      | [ 2 ] |
| Campionati EU | Odense 2009    | Gallo (-54 kg) | N.D.                                | N.D.                                   | Bye                                        | Brahim Zendaoui ( Francia) V 9-3      | John Joe Nevin ( Irlanda) P 2-13    | non qualificato                      |      | [ 3 ] |
| Mondiali      | Milano 2009    | Gallo (-54 kg) | Rey Vargas ( Messico) V 17-13       | Iderkhuu Enkhjargal ( Mongolia) P 9-11 | Non qualificato                            | Non qualificato                       | Non qualificato                     | Non qualificato                      | 17º  | [ 4 ] |
| Europei       | Ankara 2011    | Gallo (-56 kg) | N.D.                                | Dmitrijs Gutmans ( Lettonia) V 20-6    | Bashir Hassan ( Svezia) V WO               | Furkan Ulaş Memiş ( Turchia) P 9-12   | Non qualificato                     | Non qualificato                      | 5º   | [ 5 ] |
| Mondiali      | Baku 2011      | Gallo (-56 kg) | Rahim Najafov ( Azerbaigian) V 17-7 | Nicolae Andreiana ( Romania) V 17-7    | Mohamed Ouadahi ( Algeria) V 11-9          | Detelin Dalakliev ( Bulgaria) V 12-8  | John Joe Nevin ( Irlanda) V +12-12  | Lázaro Álvarez ( Cuba) P 10-14       |      | [ 6 ] |
| Olimpiadi     | Londra 2012    | Gallo (-56 kg) | N.D.                                | Bye                                    | Vittorio Jahyn Parrinello ( Italia) V 11-9 | Detelin Dalakliev ( Bulgaria) V 16-15 | Satoshi Shimizu ( Giappone) V 20-11 | John Joe Nevin ( Irlanda) V 14-11    |      | [ 7 ] |

## Risultati nel pugilato
| No. | Risultato | Record | Avversario            | Metodo | Round   | Data        | Luogo                                        | Note                                                                               |
| --- | --------- | ------ | --------------------- | ------ | ------- | ----------- | -------------------------------------------- | ---------------------------------------------------------------------------------- |
| 24  | Sconfitta | 20–4   | Ryan García           | TKO    | 7 (12)  | 2 Jan 2021  | American Airlines Center, Dallas, Texas, USA | Incontro per il titolo WBC ad interim dei pesi leggeri                             |
| 23  | Sconfitta | 20–3   | Vasyl Lomachenko      | UD     | 12      | 31 Aug 2019 | The O2 Arena, Londra, Inghilterra            | Incontro per i titoli WBA (Super), WBO, The Ring, e WBC (vacante) dei pesi leggeri |
| 22  | Vittoria  | 20–2   | Adrian Yung           | TKO    | 5 (10)  | 15 Mar 2019 | Liacouras Center, Filadelfia, USA            |                                                                                    |
| 21  | Vittoria  | 19–2   | Yvan Mendy            | UD     | 12      | 22 Sep 2018 | Wembley Stadium, Londra, Inghilterra         |                                                                                    |
| 20  | Vittoria  | 18–2   | Troy James            | TKO    | 5 (6),  | 5 May 2018  | The O2 Arena, Londra, Inghilterra            |                                                                                    |
| 19  | Sconfitta | 17–2   | Jorge Linares         | SD     | 12      | 23 Sep 2017 | The Forum, Inglewood (California), USA       | Incontro per il titolo WBA e The Ring dei pesi leggeri                             |
| 18  | Vittoria  | 17–1   | Darleys Pérez         | TKO    | 9 (12)  | 29 Apr 2017 | Wembley Stadium, Londra, Inghilterra         |                                                                                    |
| 17  | Vittoria  | 16–1   | Jairo Lopez           | TKO    | 2 (12)  | 25 Feb 2017 | Hull Arena, Hull, Inghilterra                | Difende il titolo WBC Silver dei pesi leggeri                                      |
| 16  | Vittoria  | 15–1   | Derry Mathews         | KO     | 4 (12)  | 15 Oct 2016 | \|Echo Arena, Liverpool, Inghilterra         | Difende il titolo WBC Silver e il titolo del Commonwealth dei pesi leggeri         |
| 15  | Vittoria  | 14–1   | Argenis Mendez        | UD     | 12      | 30 Jul 2016 | First Direct Arena, Leeds, Inghilterra       | Vince il titolo WBC silver (vacante) dei pesi leggeri                              |
| 14  | Vittoria  | 13–1   | Gary Sykes            | TKO    | 2 (12)  | 26 Mar 2016 | Sheffield Arena, Sheffield, Inghilterra      | Vince il titolo del Commonwealth (vacante) dei pesi leggeri                        |
| 13  | Sconfitta | 12–1   | Yvan Mendy            | SD     | 12      | 12 Dec 2015 | The O2 Arena, Londra, Inghilterra            | Perde il titolo WBC internazionale dei pesi leggeri                                |
| 12  | Vittoria  | 12–0   | Tommy Coyle           | TKO    | 10 (12) | 1 Aug 2015  | Craven Park, Hull, Inghilterra               | Vince il titolo WBC internazionale dei pesi leggeri                                |
| 11  | Vittoria  | 11–0   | Aboubeker Bechelaghem | TKO    | 3 (8)   | 9 May 2015  | Barclaycard Arena, Birmingham, Inghilterra   |                                                                                    |
| 10  | Vittoria  | 10–0   | Levis Morales         | TKO    | 3 (8)   | 7 Mar 2015  | Hull Arena, Hull, Inghilterra                |                                                                                    |
| 9   | Vittoria  | 9–0    | Daniel Brizuela       | TKO    | 5 (10)  | 25 Oct 2014 | Hull Arena, Hull, Inghilterra                |                                                                                    |
| 8   | Vittoria  | 8–0    | Krzysztof Szot        | TKO    | 7 (8)   | 20 Sep 2014 | The SSE Arena Wembley, Londra, Inghilterra   |                                                                                    |
| 7   | Vittoria  | 7–0    | Steve Trumble         | KO     | 2 (6)   | 16 Aug 2014 | StubHub Center, Carson (California), USA     |                                                                                    |
| 6   | Vittoria  | 6–0    | Craig Woodruff        | UD     | 6       | 12 Jul 2014 | \|Echo Arena, Liverpool, Inghilterra         |                                                                                    |
| 5   | Vittoria  | 5–0    | Scott Moises          | TKO    | 8 (8)   | 22 Feb 2014 | Hull Arena, Hull, Inghilterra                |                                                                                    |
| 4   | Vittoria  | 4–0    | Chuck Jones           | UD     | 4       | 23 Nov 2013 | Manchester Arena, Manchester, Inghilterra    |                                                                                    |
| 3   | Vittoria  | 3–0    | Lee Connelly          | TKO    | 5 (6)   | 2 Nov 2013  | Hull Arena, Hull, Inghilterra                |                                                                                    |
| 2   | Vittoria  | 2–0    | Neil Hepper           | KO     | 1 (6)   | 5 Oct 2013  | The O2 Arena, Londra, Inghilterra            |                                                                                    |
| 1   | Vittoria  | 1–0    | Andy Harris           | TKO    | 1 (6)   | 13 Jul 2013 | Craven Park, Hull, Inghilterra               |                                                                                    |